# AOKP
AOKP（全称Android Open Kang Project，意为安卓开放康计划）是一个提供给基于Android操作系统的智能手机与平板电脑的开源替代版固件。
AOKP名稱结合了英文单词 kang （指被盗代码）和AOSP（安卓开源计划）的缩写。此项目为罗曼·博（Roman Birg）基于Google官方的AOSP打造的自由及开放源代码软件，添加了自制与第三方代码、特性及控制项。
尽管只有小部分用户选择汇报使用数据，但截止2013年9月，全世界超过350万台设备使用了AOKP。

## 特性
AOKP允许用户更改操作系统中包括外观及功能在内的任何部分。它允许通常不被原厂固件所认可的自定义项。
- LED控制：LED灯的颜色与脉动可以为多个应用程序自定义。
- 导航环：导航环可以分配给多个操作进行应用快速访问。
- 缎带：允许用户在任意处滑动手势并启用系统级自定义应用程序快捷方式与操作。
- 振动样式：用户可以构建自定义振动样式并分配给特定应用程序或来自特定人群的来电。
- 原生主题支持：下载于Google Play商店或其他来源的主题可以应用并在设备上显示出自定义外观。
- 自定义硬件与软件按钮，包括在闭屏时快进曲目/闪光灯等操作、PIE控制及Fling导航系统
- 用户界面控制，包括描边颜色及背景色
- 状态栏自定义，比如电池图标样式修改以及增添网络活动信息
- 电源菜单自定义
- 通知消息及快速设置配置，比如同时出现在设置头部的控制开关数目

## 发布版本
AOKP构建版/发行版按照里程碑和每夜版日程发布：
- 里程碑版：即大多数每月发布的稳定构建版。然而，里程碑构建版并非几年发布一次而AOKP团队看似从牛轧糖版本起就仅发布每夜构建版本。

- 每夜版：每三天使用最新提交的代码进行自动构建，但可能包含错误

为了得到新发行版的提示，用户可以获取基于Google云信息（GCM）在构建完成后可以进行下载时立即接收推送消息的AOKPush应用程序。有了AOKPush，用户也可以获取可用的测试构建版本和来自开发者团队的随机信息。GCM被整合进了安卓系统的应用程序框架中使得应用程序无需周期唤醒设备以获取数据或消耗电量。同时，市面上也有依赖AOKP获取安卓最新更新的设备。

## 固件历史及发展
在HTC Dream（美国称为“T-Mobile G1”）于2008年9月发布不久之后，开发者在Android基于Linux的子系统中发现了获取特权控制（即Root权限） 的方法。Root权限与Android系统的开源天性融合在一起，使得手机原厂固件可被更改并可进行重新安装。。
接下来的几年，安卓爱好者开发并发布了多个移动设备的第三方固件。其中一位名为AOKP的罗曼·博的开发者迅速在多名高端安卓手机用户间流行起来。AOKP项目于2011年11月起步并迅速变得火热，形成了称之为AOKP团队（又名“康队”（Team Kang））。几个月内，AOKP又支持了更多设备与特性，而AOKP也成为除CyanogenMod以外最受欢迎的安卓第三方固件。
AOKP使用分散式版本控制系统开发，如其他开源计划一样将官方源托管在GitHub上。由贡献者提交的新特性或错误修复通过Google的源代码审查系统Gerrit进行检查。代码贡献可被任何人所测试并可被注册用户顶或踩，最终被AOKP开发者融入代码库中。
2011
- AOKP 冰淇淋三明治 (ICS) 安卓 4.0.X

2012
- AOKP 果冻豆 (JB) 安卓 4.1.X

2013
- AOKP 果冻豆 (JB-MR1) 安卓 4.2.X
- AOKP 果冻豆 (JB) 安卓 4.3.X

2014
- AOKP 奇巧巧克力 安卓 4.4.X

2014
- AOKP 棒棒糖 安卓 5.0.x

2015
- AOKP 棉花糖 安卓 6.0.1

2016
- AOKP 牛轧糖 安卓 7.0
- AOKP 牛轧糖 安卓 7.1.x

2017
- AOKP 奥利奥 安卓 8.0
- AOKP 奥利奥 安卓 8.1

## 支持设备
ASUS
- Nexus 7 (2013) WiFi
- Nexus 7 (GSM)
- Nexus 7 (WiFi)
- Asus ZenFone 2 (ZE551ML)

BQ
- Aquaris E5 4G

Elephone
- P9000

HTC
- One (国际版 / AT&T / T-Mobile) – 过期版本
- One (GSM / Sprint / Verizon)
- One XL (AT&T)

华为
- Ascend Mate 2 4G
- Nexus 6P

联想
- Vibe K5 (A6020)

LG
- G PAD 8.3
- G2 (GSM – LTE / AT&T / Sprint / T-Mobile / Verizon)
- Nexus 4
- Nexus 5
- Nitro HD (AT&T)
- Optimus (LTE)
- Spectrum (LTE)

摩托罗拉
- Droid 3 (XT862)
- Droid 4 (XT894)
- Droid Bionic (XT875)
- Droid Razr (GSM / XT910 • VZW / XT912)
- Moto X(T-Mobile / Verizon Dev Version)
- Moto G4 Plus

OPPO
- Find 5
- N1

三星
- Galaxy Nexus (GSM / Sprint / Verizon)
- Galaxy Note 2 (GSM – LTE / AT&T / Sprint / T-Mobile / Verizon)
- Galaxy Note 3 LTE (Unified)
- Galaxy S2 (国际版 Exynos, 国际版 Omap / T-Mobile)
- Galaxy S3 (国际版 / AT&T / T-Mobile / US Cellular / Verizon)
- Galaxy S3 LTE (统一版)
- Galaxy S4 (C Spire / Cricket / C Spint / T-Mobile / US Cell / Verizon)
- Galaxy S4 LTE (统一版)
- Galaxy S4 Mini (GT-I9190 (3G) / GT-I9192 (DS) / GT-I9195 (LTE))
- Galaxy S5 (GSM / Sprint / US Cell / Vodafone)[18]
- Nexus 10
- Vibrant (T-Mobile)

索尼
- Xperia SP
- Xperia T
- Xperia Tablet Z (LTE / WiFi)
- Xperia V
- Xperia Z
- Xperia Z Ultra
- Xperia Z1
- Xperia Z1 Compact
- Xperia Z2
- Xperia ZL
- Xperia ZR

OnePlus
- One
- 2
- 3
- X

YU
- Yuphoria
- Yureka / Yureka Plus